# Joan Ferrini-Mundy
Pour les articles homonymes, voir Ferrini et Mundy (homonymie).
Joan Ferrini-Mundy (née en 1954) est une pédagogue en mathématiques américaine. Ses recherches portent sur l’enseignement et l’apprentissage du calcul, l’apprentissage des enseignants de mathématiques et la politique éducative STIM. Elle est actuellement présidente de l'université du Maine.

## Carrière et recherche
Ferrini-Mundy obtient un doctorat en enseignement des mathématiques à l'université du New Hampshire (UNH) en 1980 et y passe deux ans en tant qu'associée postdoctorale. Après un an au Mount Holyoke College, elle retourne à l'UNH en tant que professeure de mathématiques jusqu'à rejoindre la faculté de l'Université d'État du Michigan en 1999. Un an plus tard, elle préside le groupe de rédaction de Standards 2000, une publication du Conseil national des professeurs de mathématiques (en).
Ferrini-Mundy est directrice du Mathematical Sciences Education Board à l'Académie nationale des sciences, puis rejoint la faculté de mathématiques et de formation des enseignants de l'université d'État du Michigan, où elle est doyenne associée pour l'enseignement des sciences et des mathématiques au College of Natural Science et directrice de la division de l'enseignement des sciences et des mathématiques.
En 2007, Ferrini-Mundy rejoint la National Science Foundation (NSF) en tant que directrice de la nouvelle Division de recherche sur l'apprentissage dans les milieux formels et informels au sein de la Direction de l'éducation et des ressources humaines ; elle reste membre du corps professoral de l'Université d'État du Michigan jusqu'en 2010. De 2007 à 2009, elle siège au sous-comité sur l'éducation du Conseil national des sciences et des technologies (en).
En février 2011, Ferrini-Mundy devient directrice adjointe de la direction de l'éducation et des ressources humaines de la National Science Foundation. Dans ce rôle stratégique, elle définit l'orientation de la NSF en matière d'enseignement scientifique. En 2014, elle est élue au comité exécutif de l'Association for Women in Mathematics pour un mandat de 2 ans.
En juin 2017, elle est nommée directrice des opérations de la NSF. Un an plus tard, elle quitte la NSF pour devenir la 21e présidente de l'Université du Maine.
Après être devenue présidente de l'Université du Maine en 2018, elle est également nommée en 2021 vice-chancelière du University of Maine System (UMS) pour la recherche et l'innovation, où elle dirige un effort formalisé visant à rendre l'infrastructure de recherche de l'Université du Maine accessible et favorable à toutes les universités et facultés du système.

## Prix et reconnaissance
En 2000, Ferrini-Mundy reçoit le prix Louise Hay de l'Association for Women in Mathematics,.
En 2011, Ferrini-Mundy est élue membre de l'Association américaine pour l'avancement des sciences. Elle est élue dans la promotion 2018 des fellows de l'American Mathematical Society. 
En 2022, Ferrini-Mundy est nommée au Comité présidentiel sur la Médaille nationale des sciences.
En 2023, Ferrini-Mundy reçoit le Lifetime Achievement Award du Conseil national des professeurs de mathématiques . Le prix reconnaît ses services rendus à la communauté de l'enseignement des mathématiques à plusieurs niveaux : étatique, régional, national et international et vont bien au-delà des responsabilités de son travail.